# 石川村 (京都府)
石川村（いしかわむら）は、京都府与謝郡にあった村。現在の与謝野町石川にあたる。

## 地理
- 河川：野田川

## 歴史
- 1889年（明治22年）4月1日 - 町村制の施行により、与謝郡石川村が発足。近世以来の石川村が単独で自治体を形成。
- 1955年（昭和30年）3月1日 - 三河内村・岩屋村・市場村・山田村と合併して野田川町が発足。同日石川村廃止。

## 出身者
- 神鞭知常 - 官僚・政治家。衆議院議員。法制局長官。